# Zafimaniry

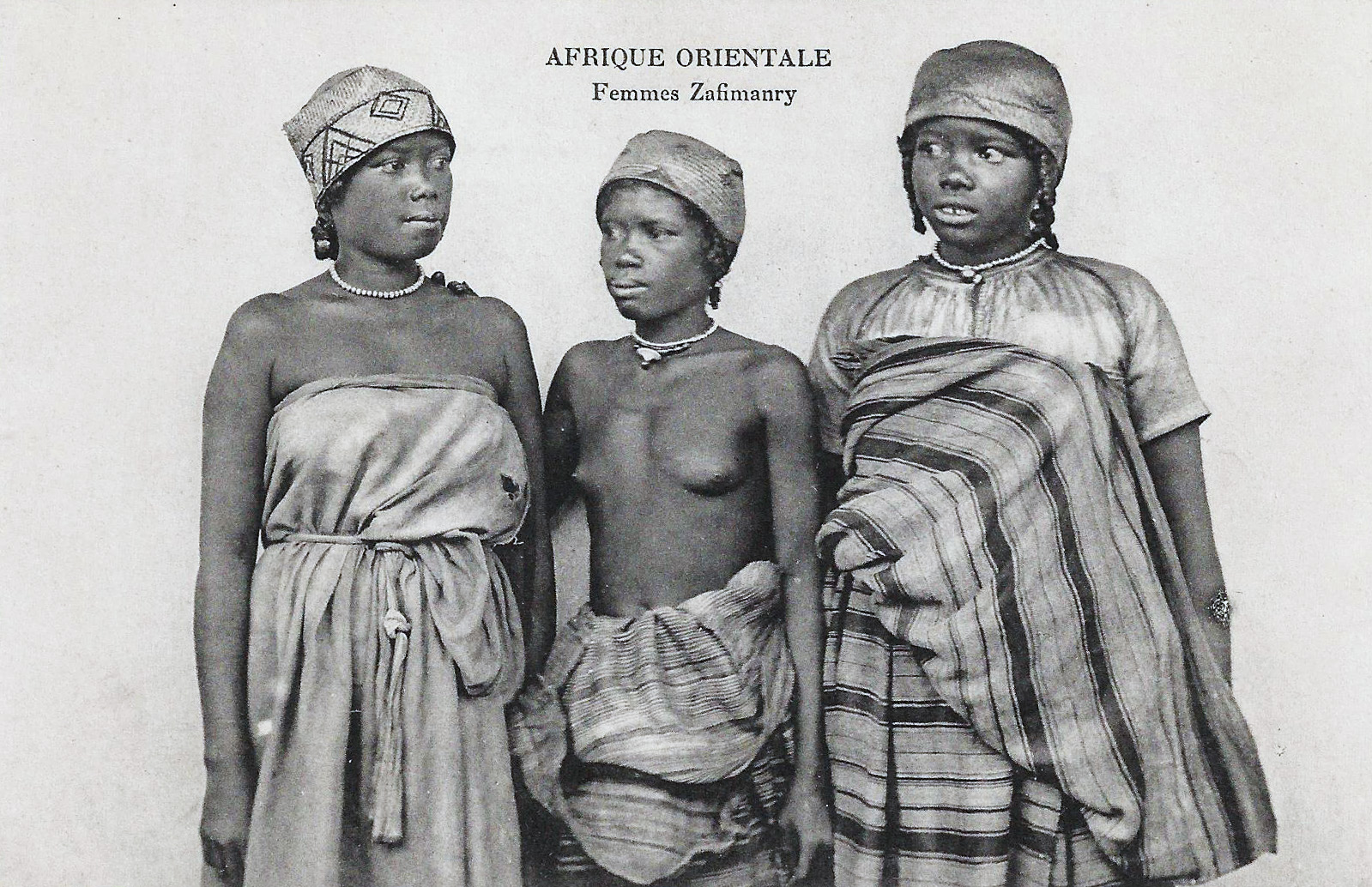
Femme zafimaniry dans le village de Ifasina

Les Zafimaniry sont un peuple de Madagascar occupant la partie sud des terres centrales de l'île. Certains les considèrent comme un sous-groupe des Betsileos, mais eux-mêmes ne se disent « ni Betsileo ni Tanala ».
Ils se sont établis au XVIIIe siècle dans les montagnes boisées et reculées au sud-est du pays pour fuir la déforestation du pays.  25 000 Zafimaniry vivent aujourd'hui dans une centaine de villages et hameaux dispersés. « Le savoir-faire du travail du bois des Zafimaniry » a été proclamé en 2003 par l'UNESCO puis inscrit en 2008 sur 
la liste représentative du patrimoine culturel immatériel de l’humanité.

## Artisanat du bois
Les Zafimaniry utilisent vingt espèces d’arbres endémiques, adaptées chacune à un type de construction ou à une fonction décorative spécifique. Pratiquement toutes les surfaces en bois (murs, fenêtres, poteaux, poutres, tabourets, coffres, outils) sont richement travaillées. Mais à la suite de la déforestation due à l'agriculture sur brûlis  certains villages autrefois entourés de forêts sont maintenant à plus d'une journée de marche de la forêt la plus proche.

### Motifs
Les motifs géométriques de l'artisanat du bois proviennent non seulement les origines austronésiennes de la communauté, mais aussi des influences arabes qui imprègnent la culture malgache ou des motifs hérités de missionnaires scandinaves. Si le nombre de motifs est limité, la créativité des artisans rend chaque objet unique. La richesse symbolique de ces motifs est l’expression des croyances et valeurs des Zafimaniry. Par exemple, le tanamparoratra (toile d’araignée) symbolise les liens familiaux, tandis que le papintantely (rayon de la ruche) représente la vie communautaire. Les ornements renseignent également sur le rôle et la position sociale des individus au sein du groupe.

## Tourisme

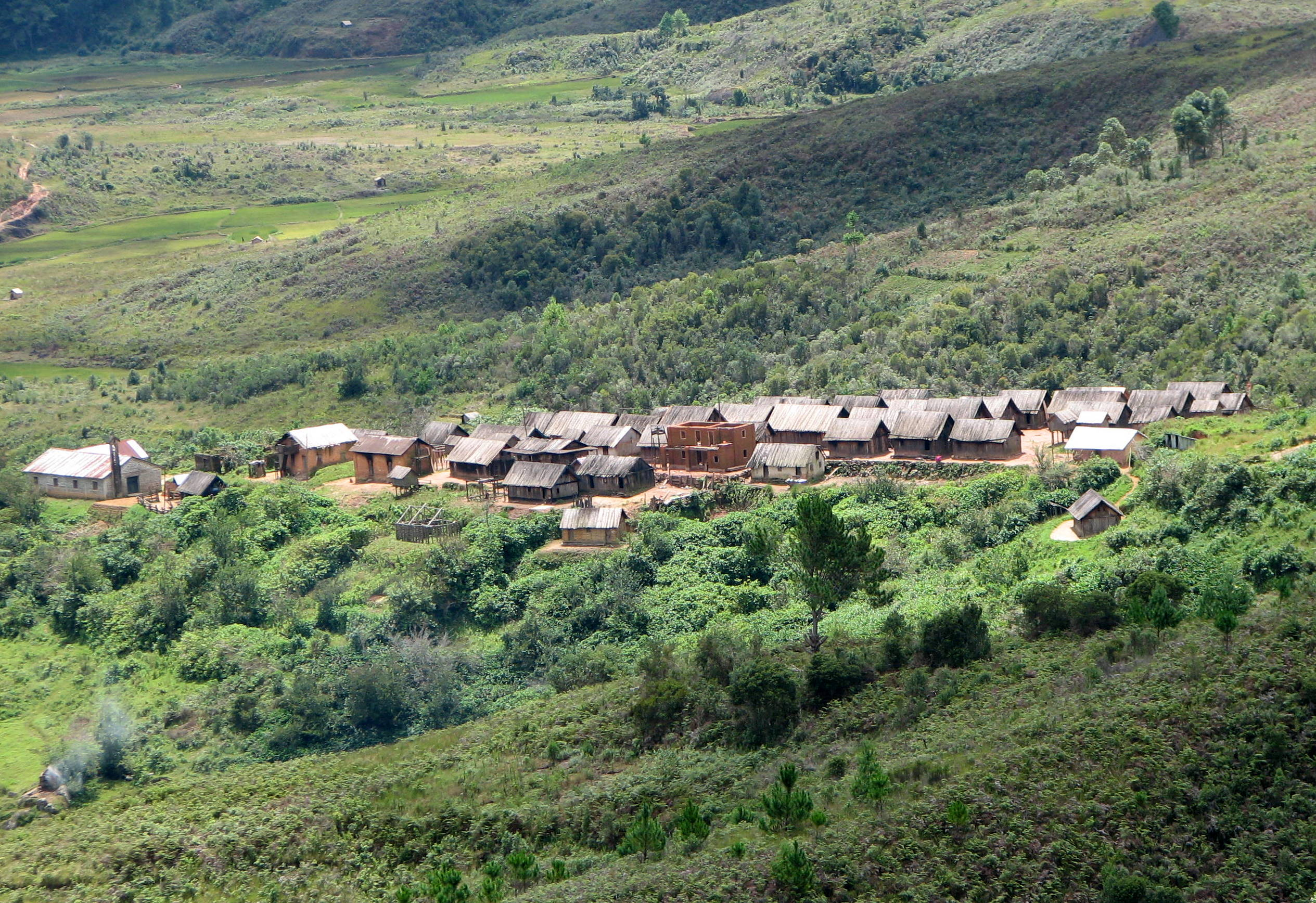
Village Zafimaniry d' Ifasina de la province de Fianarantsoa, Madagascar.

Les villages des Zafimaniry ne sont accessibles qu'à pied. Malgré cela de nombreux touristes visitent les villages Zafimaniry et pourraient dénaturer les traditions des Zafimaniry en transformant les villageois en de simple fournisseurs d’objets d’artisanat pour le tourisme.

### Filmographie
- Balades à Madagascar, six films réalisés par Philippe Lecadre et Georges H. Morel (dont Zafimaniry. Les Artistes du Bois, 26 min), Papavelo Images, Paris, 2005 (DVD)